# Культура Ливии
Культура Ливии — культура государства Ливия и народов её населяющих. Имеет общеарабские черты, в то же время дополненные местным колоритом, связанным не только с национальным многообразием, но и с разделением страны на исторические области: Триполитания, Феццан и Киренаика.

## Язык
Основным языком Ливии является арабский, носителями которого является большинство населения страны. Преимущественно на северо-западе, среди берберов, распространены зуарский и нефусский языки. Во времена Джамахирии языки берберской группы находились под запретом, но и после смены власти в стране положение значительно не улучшилось. На юго-западе страны, среди туарегов, распространён язык тамашек. На юге страны племя тубу разговаривает на языке тедага, входящем в нило-сахарскую семью.

## Религия

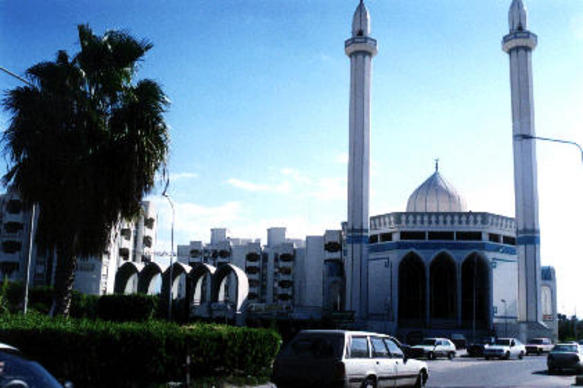
Мечеть в Мисурате

Около 97% населения Ливии относится к мусульманам-суннитам. В Киренаике сильно сенуситское влияние, в то время как остальные части страны придерживаются нормативного ислама. Особняком в ряду мусульманских народов Ливии стоят туареги, для которых ряд национальных особенностей оказался выше религиозных. Так, например, в их среде не получило распространения многожёнство, а женщины не закрывают лица.
Последователями различных ветвей христианства (копты, католики, протестанты) является около 3% населения. После смены власти в стране в результате гражданской войны проповедь христианства превратилась в стране в уголовное преступление.

## Образование
Образование западного типа стало проникать в страну в период итальянской оккупации, но широкое распространение получило лишь после обретения независимости.
При правлении Муаммара Каддафи образование в стране на всех уровнях стало бесплатным. В результате чего за годы его правления уровень грамотности в стране поднялся с 25% до 95%. Полное школьное образование — 12-летнее, 9-летнее образование является обязательным.
Третья ступень включает профессионально-технические и педагогические колледжи и религиозные учебные заведения.
Также субсидировалось получение ливийцами высшего образования за границей: оплачивалось не только само обучение, но и ежемесячно студенты получали стипендию в размере $2300 на проживание и аренду жилья.
До начала гражданской войны в 2011 году в Ливии действовало 10 университетов и 14 научно-исследовательских центров.
Крупнейшими библиотеками страны являются Государственная библиотека  в Триполи и библиотека Ливийского университета в Бенгази.

## Искусство

### Изобразительное искусство

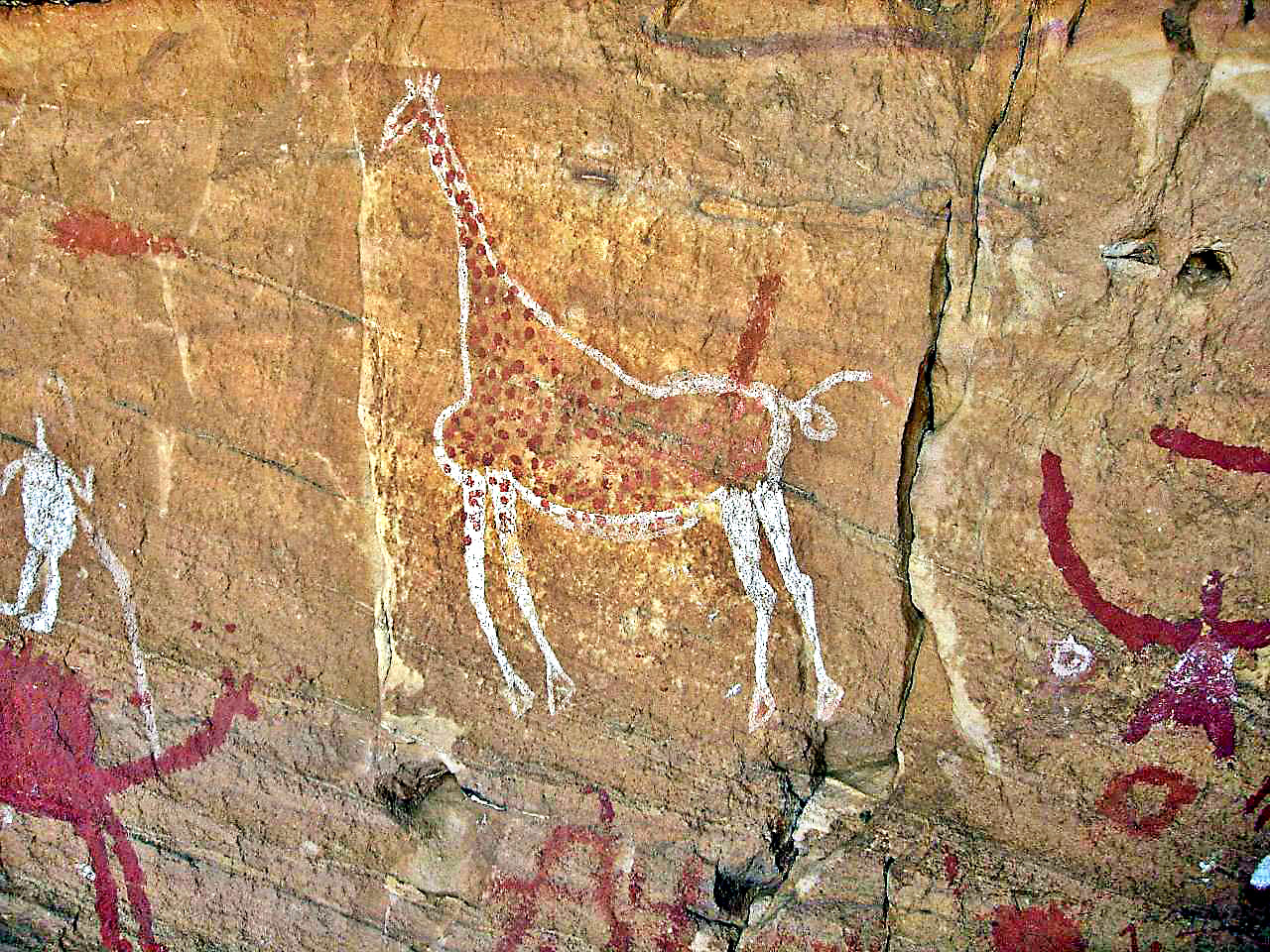
Наскальное изображение в горах Тадрарт-Акакус

В Ливии в горном массиве Тадрарт-Акакус имеются наскальные изображения сцен охоты, относящиеся к неолиту. Первые рисунки датируются 12 тыс. лет до н.э. Наиболее старые петроглифы изображают буйволов, слонов, носорогов, бегемотов, жирафов. Более новые образцы изображают жирафов и страусов, а также дополняются различными хищниками и быками. Петроглифы этого слоя отличаются лучшей прорисовкой. Следующий слой соответствует началу скотоводческого периода. Теперь в наскальных рисунках преобладают домашние животные (в первую очередь быки), а дикие животные присутствуют лишь незначительно (антилопы, жирафы, страусы), сцены охоты присутствуют редко. Человек на всех группах петроглифов изображается сравнительно редко, за исключением памятников в районе Тадрарт-Акакуса. В середине II тыс. до н.э. появляются изображения лошадей, запряжённых в колесницы и людей без головы.
Также сохранились образцы финикийского, древнегреческого, римского и византийского искусства.

### Архитектура

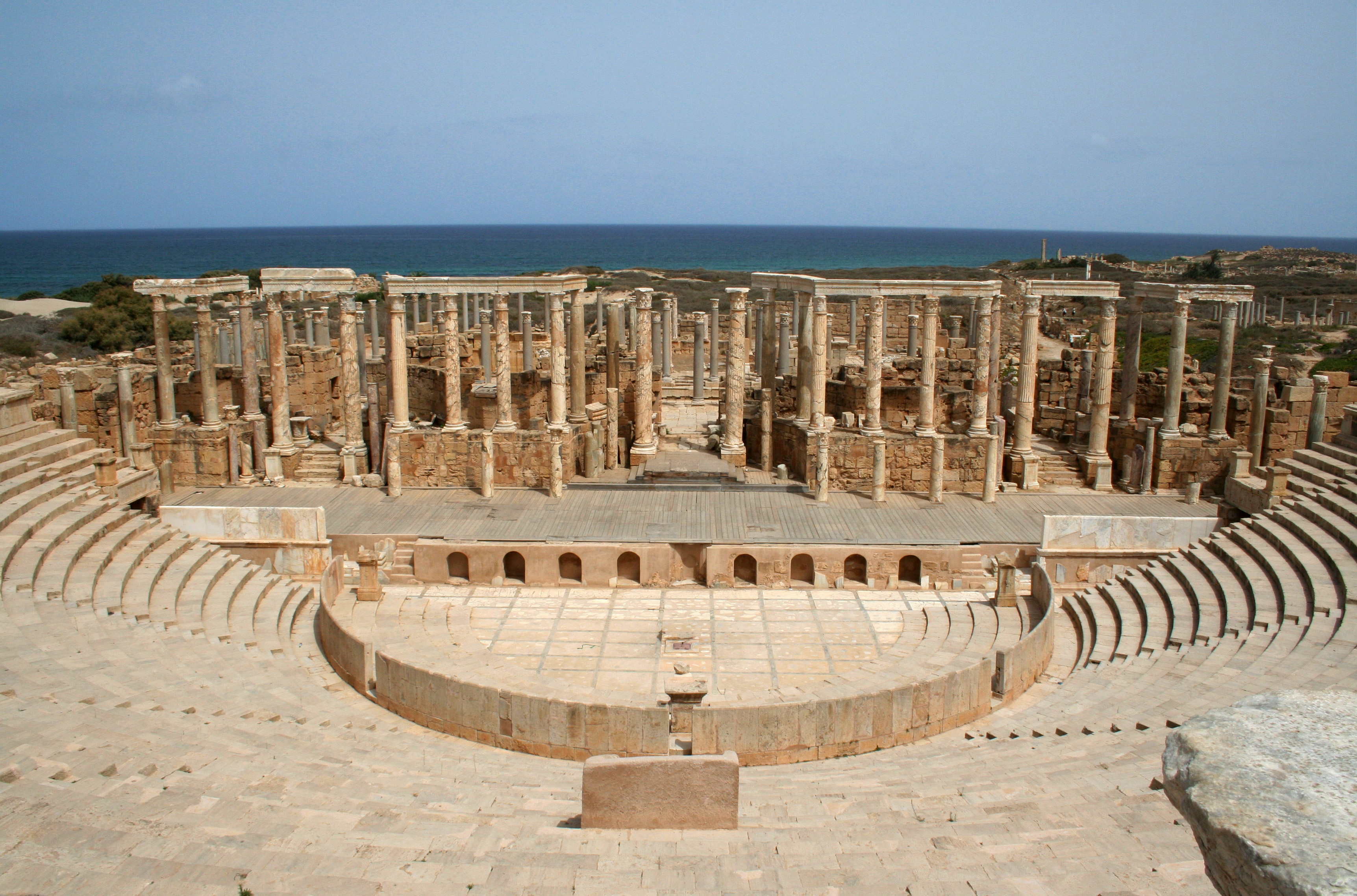
Античный театр в Лептис-Магне

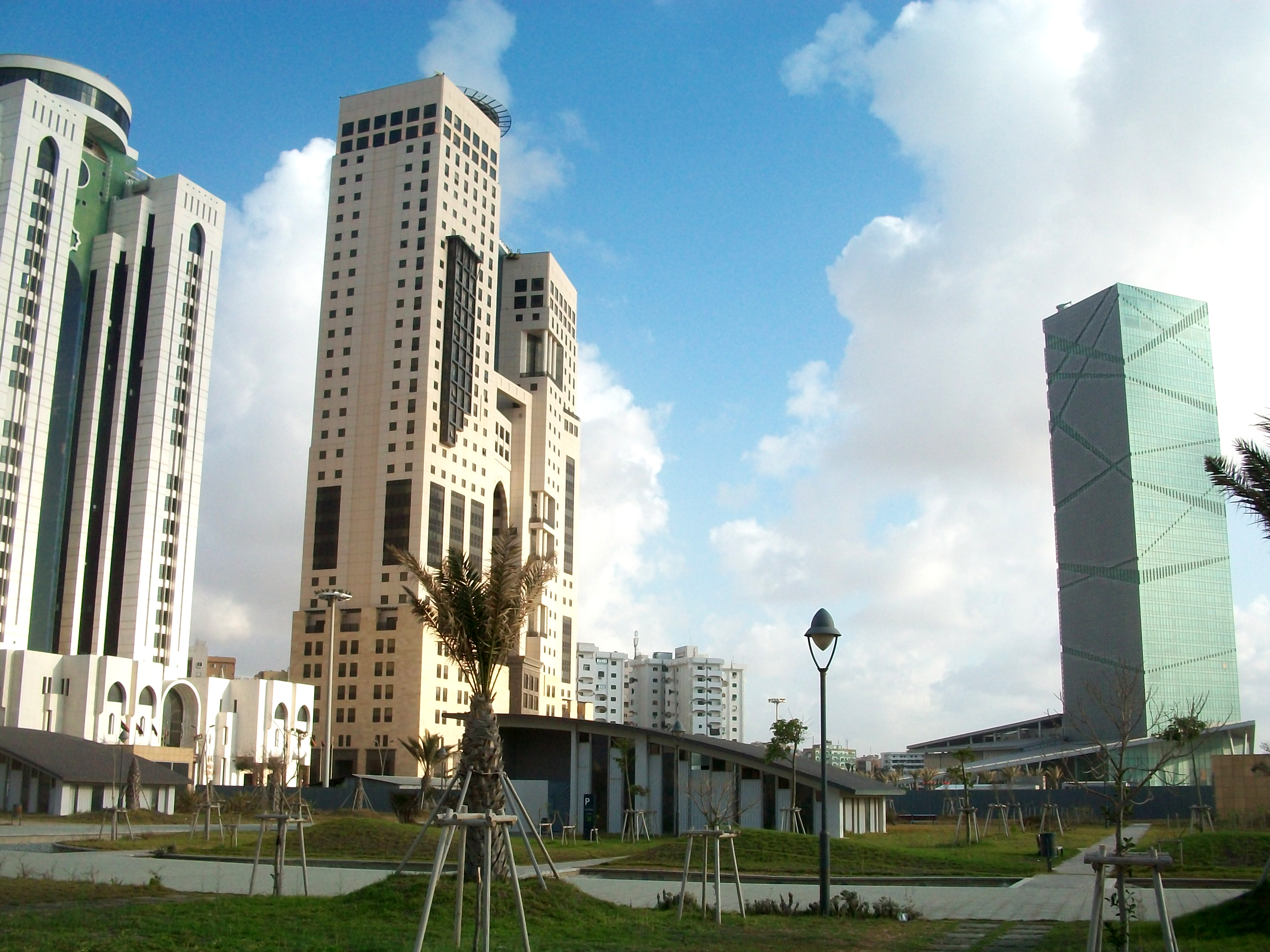
Высотные здания в деловом центре Триполи

Одним из наиболее известных памятников архитектуры Ливии является древний город Лептис-Магна, основанный во II тысячелетии до н.э. финикийцами, сохранивший руины римского периода.
В Сабрате и Кирене сохранились памятники архитектуры римского и византийского периодов. В частности, в Сабрате располагаются руины римского театра и языческих храмов, а также христианская церковь VI века. В Кирене также сохранилось много культовых и прочих зданий. Оба города являются объектами всемирного наследия ЮНЕСКО.
Серьёзное влияние на архитектуру Ливии оказало арабское завоевание. В мусульманский период в стране появилось множество мечетей и «городов-медин». Ярким примером последних является Гадамес.
В колониальный период в городах появляются европейские кварталы.
После обретения независимости архитектура развивается в современном русле.

## Музыка
В Ливии преобладает традиционная народная музыка. В стране до начала гражданской войны постоянно проводились фестивали народной музыки. Также труппы гастролировали за рубежом.

## Кухня

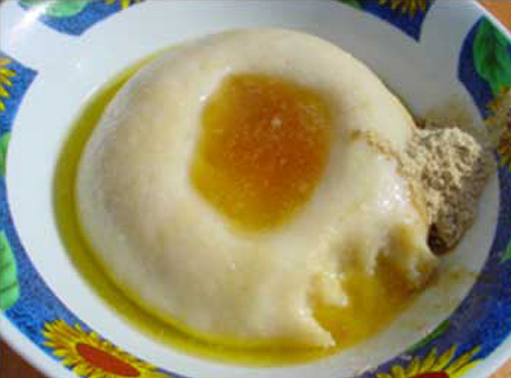
Традиционный ливийский десерт асида

В ливийской кухне используются преимущественно растительные масла и большое количество пряностей. Наиболее известным блюдом является традиционный для региона кус-кус. Также популярен десерт из пшеничной муки асида и рууз, представляющий собой рис с мясом и овощами. Пищу принято принимать без столовых приборов, руками. Традиционными считаются длинные низкие столы, за которыми сидят на полу скрестив ноги.
Во времена джамахирии в стране действовал сухой закон.

## Праздники
Во времена Каддафи следующие праздники имели статус государственных:
- 1 сентября — День Великой Сентябрьской революции (1969 г.)
- 2 марта — День провозглашения Джамахирии (1977 г.)
- 28 марта — День эвакуации английских военных баз (1970 г.)
- 11 июня — День эвакуации американских баз (1970 г.)
- 23 июля — Годовщина египетской революции (1952 г.)
- 7 октября — изгнание итальянских колонизаторов (1970 г.)

Новые же власти объявили государственным праздником 23 октября в честь «освобождения» страны от Муаммара Каддафи.